# 16. januar
16. januar er dag 16 i året i den gregorianske kalender. Der er 349 dage tilbage af året (350 i skudår).
- Marcellus' dag, opkaldt efter pave Marcellus, om hvem legenden fortæller, at han blev tvunget til at være røgter for kejser Maxentius, der indrettede stald i hans kirke. Marcellus døde i 309.

### Begivenheder
Født - Dødsfald
- 27 f.Kr. - Gaius Julius Caesar Octavian modtager titlen augustus (ophøjet) af det romerske Senat.
- 550 - Gotiske krig (535-552): Ostrogoterne erobrer Rom efter en langvarig belejring ved hjælp af bestikkelse.
- 929 - Emir Abd-ar-rahman III af Cordoba tager titlen kalif og etablerer Córdoba-kalifatet.
- 1362 - Under en stormflod i Nordsøen forsvinder den nordfrisiske by Rungholt i havet.
- 1492 - Den første grammatik for et moderne sprog, spansk, præsenteres for dronning Isabella.
- 1547 - Den 16-årige Ivan den Grusomme krones under navnet Ivan 4. til zar af Rusland.
- 1772 - Dronning Caroline Mathilde, Struensee og grev Brandt bliver fængslet efter et maskebal på Christiansborg Slot.
- 1917 - Telegrammet fra Zimmermann er et kodet telegram fra det tyske kejserrige om udvidet tysk ubådskrig. Englænderne brød koden og USA gik ind i krigen.
- 1953 - Aalborghallen ved Vesterbro i Aalborg indvies.
- 1962 - I Jamaica begynder Terence Young optagelserne til filmen Agent 007 - Mission Drab efter Ian Flemings agentroman.
- 1964 - Københavns Borgerrepræsentation vedtager et forbud mod rygning i hovedstadens sporvogne og busser i de tilfælde, hvor der ikke kan skærmes af for ikke-rygere.
- 1964   - Sædelighedspolitiet rejser pornografisigtelse mod forlaget Thaning & Appel for at have udgivet den over 200 år gamle bog Fanny Hill.
- 1969 - Studenten Jan Palach sætter ild til sig selv på Wenzelspladsen foran Nationalmuseet i Prag i protest mod den sovjetisk-ledede invasion af Tjekkoslovakiet. Han dør tre dage senere.
- 1979 - Shahen af Iran og dronning Farah Diba flygter ud af landet efter lang tids blodig uro.
- 1984 - Mogens Glistrup, som er midt i afsoningen af en dom for groft skattesvig, tager plads i Folketinget, efter han er blevet genvalgt. Folketinget skal senere bestemme, om han er værdig til pladsen.
- 1987 - En historisk aftale på det danske arbejdsmarked indgås, da der for første gang nogensinde kommer en fireårig overenskomstaftale inden for et af de store områder.
- 1989 - De Danske Spritfabrikker, De Danske Sukkerfabrikker og Danisco meddeler, at de fusionerer, og dermed er Danmarks største industrivirksomhed en kendsgerning. Den ny virksomhed får navnet Danisco A/S.
- 1991 - USA indleder Golfkrigen med et angreb på Irak, som netop har invaderet Kuwait.
- 2003 - Den amerikanske rumfærge Columbia, som har været i brug siden 1981, bliver opsendt på sin planlagte sidste rumrejse. Ved missionens afslutning den 1. februar ødelægges Colombia under nedstigningen gennem Jordens atmosfære og alle ombordværende omkommer.
- 2004 - Retssagen mod Michael Jackson begynder i Californien i USA. Han erklærer sig uskyldig i anklagen om seksuelle overgreb mod en mindreårig dreng.
- 2005 - 67-årige rumænske Adriana Iliescu bliver den ældste fødende kvinde i verden, da hun nedkommer med tvillingepiger. Kun den ene overlever.
- 2006 - Ellen Johnson-Sirleaf aflægger ed som Liberias præsident. Hun bliver derved Afrikas første valgte kvindelige statsoverhoved.

### Født
- 1731 - Tyge Rothe, dansk forfatter og historiker (død 1795).
- 1867 - William Bewer, dansk skuespiller (død 1965).
- 1901 - Fulgencio Batista, cubansk diktator (død 1973).
- 1917 - Otto Leisner, dansk tv-vært (død 2008).
- 1931 - Johannes Rau, tysk politiker og forbundspræsident (død 2006).
- 1931   - Preben Uglebjerg, dansk skuespiller og entertainer (død 1968).
- 1932 - Dian Fossey, amerikansk zoolog (død 1985).
- 1933 - Susan Sontag, amerikansk forfatter (død 2004).
- 1934 - Marilyn Horne, amerikansk operasanger.
- 1935 - Inger Christensen, dansk forfatter (død 2009).
- 1941 - Steen Wittrock, dansk impresario.
- 1942 - Barbara Lynn, amerikansk sanger og guitarist.
- 1945 - Birte Tove, sygeplejerske, fotomodel og skuespillerinde (død 2016).
- 1946 - Kabir Bedi, indisk skuespiller.
- 1947 - Laura Schlessinger, amerikansk radiovært.
- 1948 - John Carpenter, amerikansk filminstruktør.
- 1949 - Anne Øland, dansk pianist (død 2015).
- 1949   - Torben Winther, dansk håndboldspiller og -træner.
- 1956 - Martin Jol, hollandsk fodboldtræner.
- 1958 - Lena Ek, svensk politiker.
- 1960 - Sade, nigeriansk sangerinde.
- 1968 - David Chokachi, amerikansk skuespiller.
- 1972 - Ruben Bagger, dansk fodboldspiller.
- 1974 - Kate Moss, engelsk supermodel.
- 1974   - Mattias Jonson, svensk fodboldspiller.
- 1980 - Lin Manuel Miranda, amerikansk (puertoricansk) Musicalstjerne, komponist, musiker og skuespiller.
- 1980 - Lars Bak, dansk cykelrytter.
- 1988 - Nicklas Bendtner, dansk fodboldspiller.
- 1990 - Sofie Torp, dansk skuespillerinde.

### Dødsfald
- 1554 - Christiern Pedersen, dansk forfatter og oversætter (født ca. 1480).
- 1891 - Léo Delibes, fransk komponist (født 1836).
- 1910 - Oluf Hartmann, dansk maler og grafiker (født 1879).
- 1957 - Arturo Toscanini, italiensk dirigent (født 1867).
- 1970 - Harald Petersen, dansk politiker og minister (født 1893).
- 1977 - Leif Panduro, dansk forfatter (født 1923).
- 1981 - Peter Bredsdorff, dansk arkitekt og byplanlægger (født 1913).
- 1982 - Harald Søltoft Agersnap, dansk pianist, violoncellist, komponist og dirigent (født 1899).
- 1991 - Elith Nørreholm, dansk journalist og programvært (født 1918).
- 1992 - Jens Nielsen, dansk arkitekt (født 1937).
- 2007 - Erik Norby, dansk komponist (født 1936).
- 2007   - Rudolf August Oetker, tysk virksomhedsleder (født 1916).
- 2008 - Otto Steen Due, dansk klassisk filolog og oversætter (født 1939).
- 2008   - Tom M. Jensen, dansk maler, tegner og forfatter (født 1924).

|  | Denne datoartikel kan blive bedre, hvis der indsættes et (bedre) billede Du kan hjælpe ved at afsøge Wikimedia Commons for et passende billede eller uploade et godt billede til Wikimedia Commons iht. de tilladte licenser og indsætte det i artiklen. |